# Alte Evangelische Kirche (Oberkassel, Bonn)

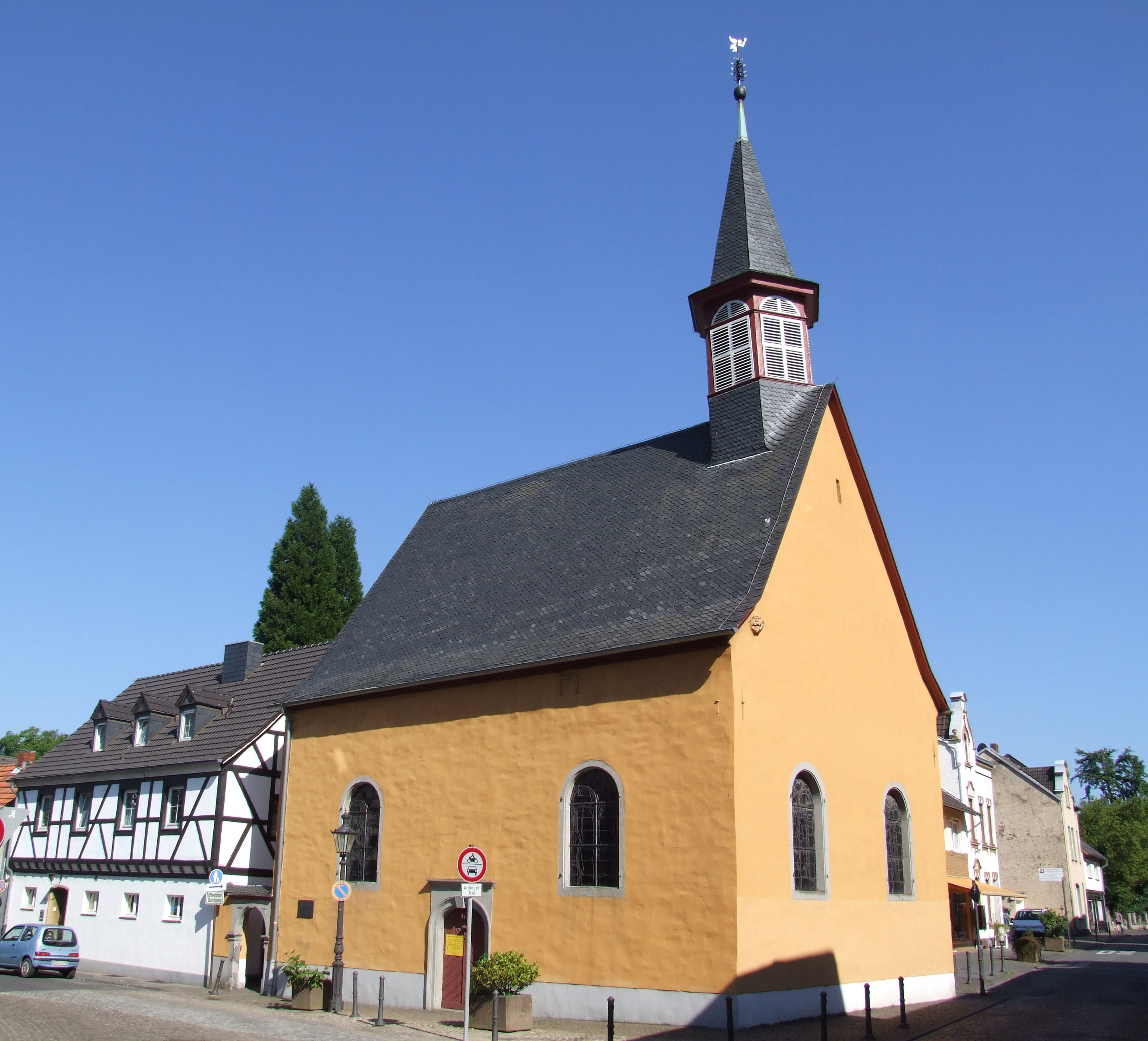
Alte Evangelische Kirche (2008)

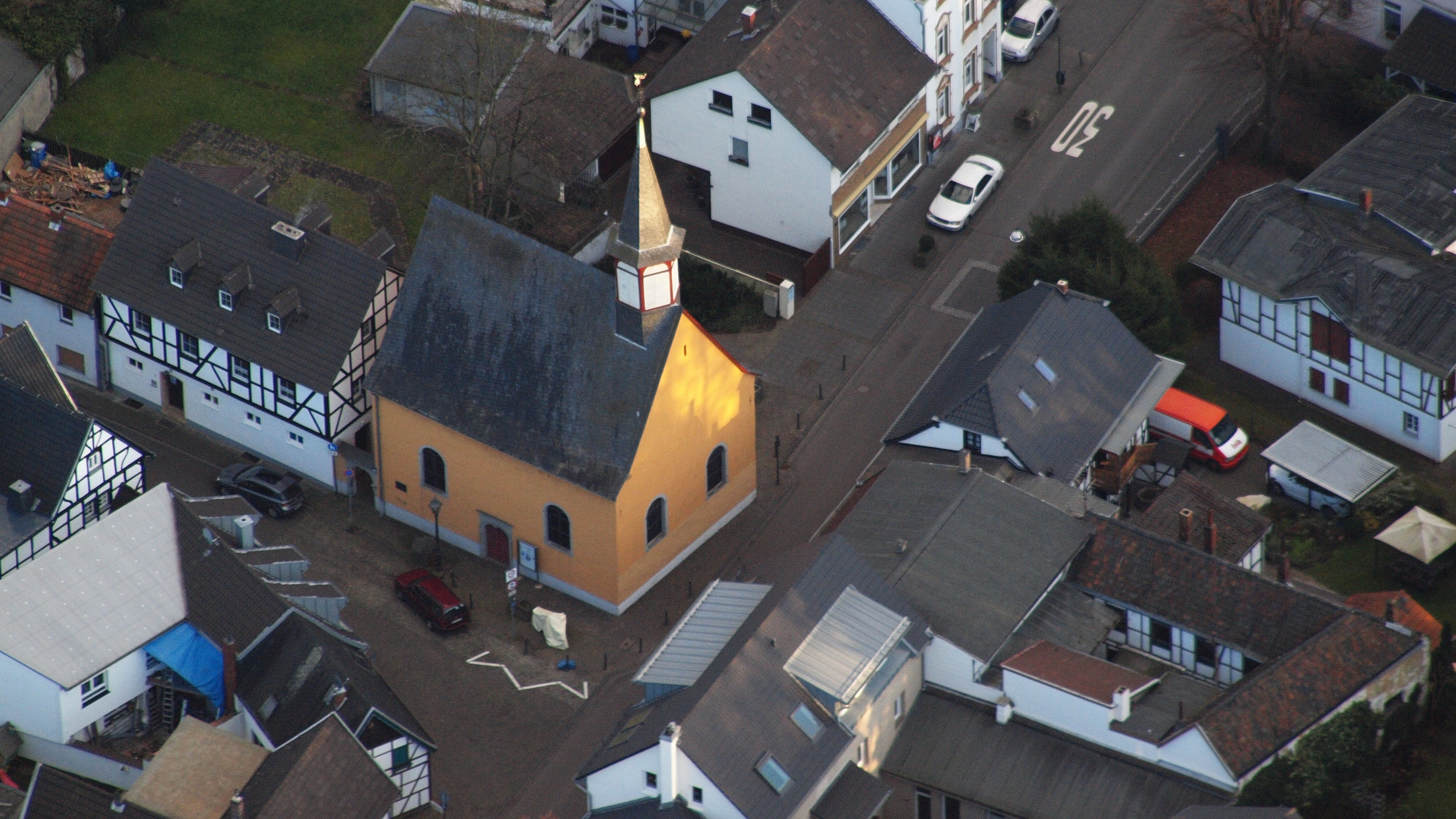
Luftaufnahme (2015)

Die Alte Evangelische Kirche in Oberkassel, einem Ortsteil des Bonner Stadtbezirks Beuel, wurde von 1683 bis 1685 errichtet und nach ihrer Zerstörung im Jahre 1689 bis 1698 wiederaufgebaut. Sie liegt im Ortszentrum an der Ecke Königswinterer Straße/Zipperstraße. Das Kirchengebäude steht einschließlich umliegender Grabplatten als Baudenkmal unter Denkmalschutz. Mit der Christuskirche in Königswinter und dem Gemeindezentrum Dollendorf ist sie eine der drei Predigtstätten der Kirchengemeinde Oberkassel-Königswinter im Kirchenkreis An Sieg und Rhein der Evangelischen Kirche im Rheinland.

## Geschichte
Die Kirche ist die älteste evangelische Kirche im Bonner Raum und darüber hinaus eine der ersten evangelischen Kirchen im Rheinland, die nach dem Dreißigjährigen Krieg erbaut wurden. In Oberkassel war bereits im Jahre 1555 ein reformierter Geistlicher beheimatet. Den Bau des Kirchengebäudes unterstützten finanziell wesentlich die zu dieser Zeit bereits etablierten und wohlhabenden Kirchengemeinden am Niederrhein und in Brandenburg. Bis ins 18. Jahrhundert reichte das Gebiet der reformierten Gemeinde Oberkassel von Siegburg bis Bad Honnef. Im Zuge der Belagerung Bonns im Jahre 1689 wurde auch ein Großteil Oberkassels einschließlich der evangelischen Kirche von französischen Truppen zerstört, sodass von dem Kirchengebäude nur die Umfassungsmauern und ein Teil des Dachstuhls erhalten blieben. Der Wiederaufbau wurde aus Spendengeldern finanziert, er erfolgte bis 1698 in kaum veränderter Form unter Verwendung von Basaltsteinen aus Steinbrüchen der Umgebung. Dabei wurde das Hauptportal der Kirche von der damaligen Hauptstraße (heute Königswinterer Straße) an die Zipperstraße verlegt. Einen neuen Dachreiter als Kirchturm erhielt sie erst 1726. 1760 wurden Maler- und 1821 Ausbesserungsarbeiten durchgeführt, die unter anderem die Kanzel betrafen. Bei einem Umbau im Jahre 1845 büßte der Dachreiter seine Zwiebelhaube ein, später auch seine Uhr. 1883 wurde das Kirchengebäude anlässlich des 200. Jahrestages der Grundsteinlegung renoviert.
1908 entstand in Oberkassel eine neue Kirche nach Plänen von Otto March, sodass die alte Kirche nach einer Neueindeckung im Jahre 1911 gegen eine jährliche Miete in den Besitz der Gemeinde Oberkassel überging und in der Folge anderen Zwecken diente: im Ersten Weltkrieg als Lesesaal für verwundete Soldaten aus dem Lazarett des Ortes, später als Lebensmittellager. Im Zweiten Weltkrieg erlitt das Gebäude Beschädigungen durch einen Granattreffer, woran sich eine nur notdürftige Renovierung anschloss. Mit einer umfassenden Restaurierung wurde 1963 begonnen, nach ihrem Abschluss steht das Gebäude seit dem 10. Februar 1972 wieder der Kirchengemeinde zur Verfügung.

## Architektur

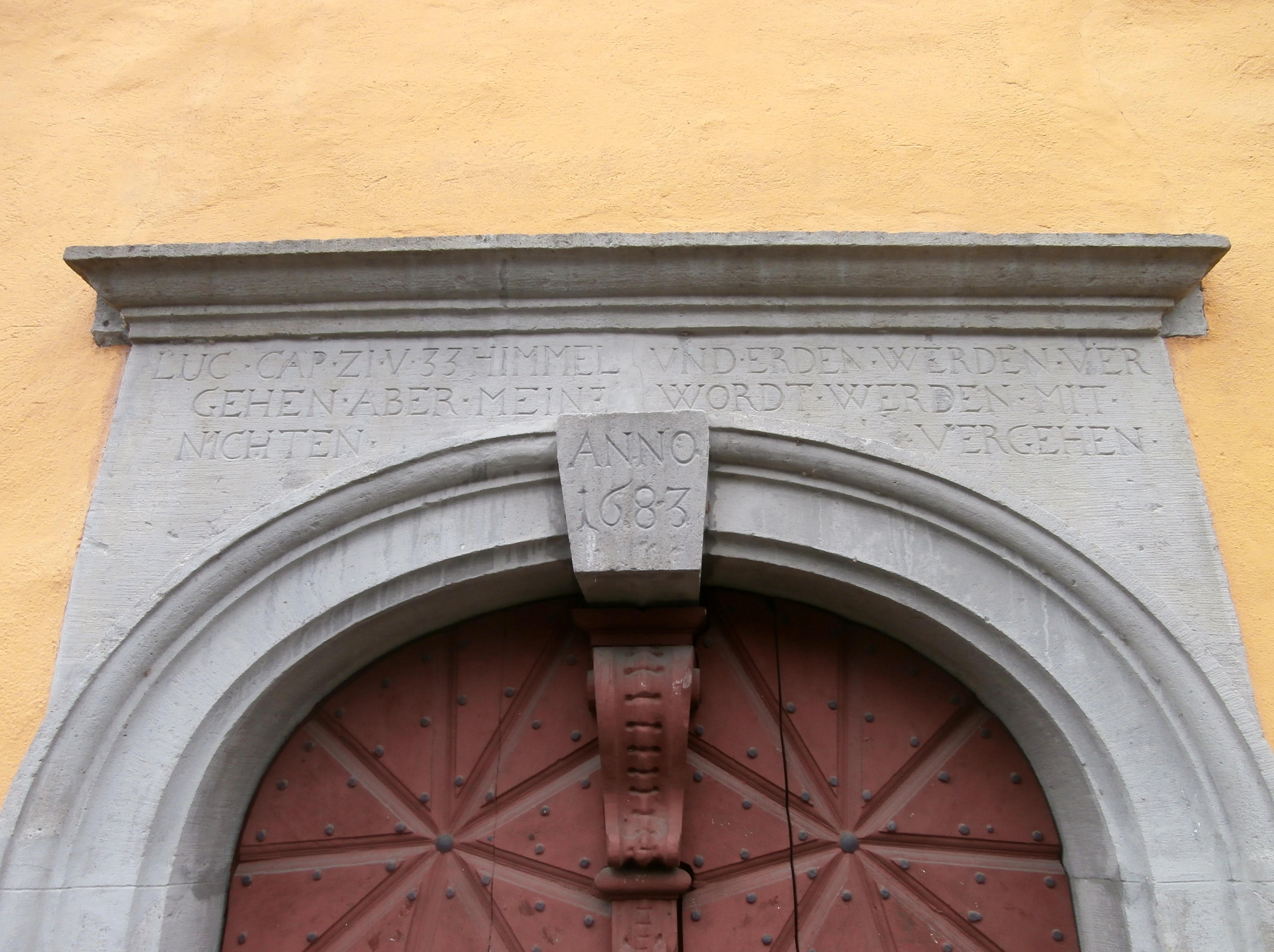
Rundbogentür mit Inschrift

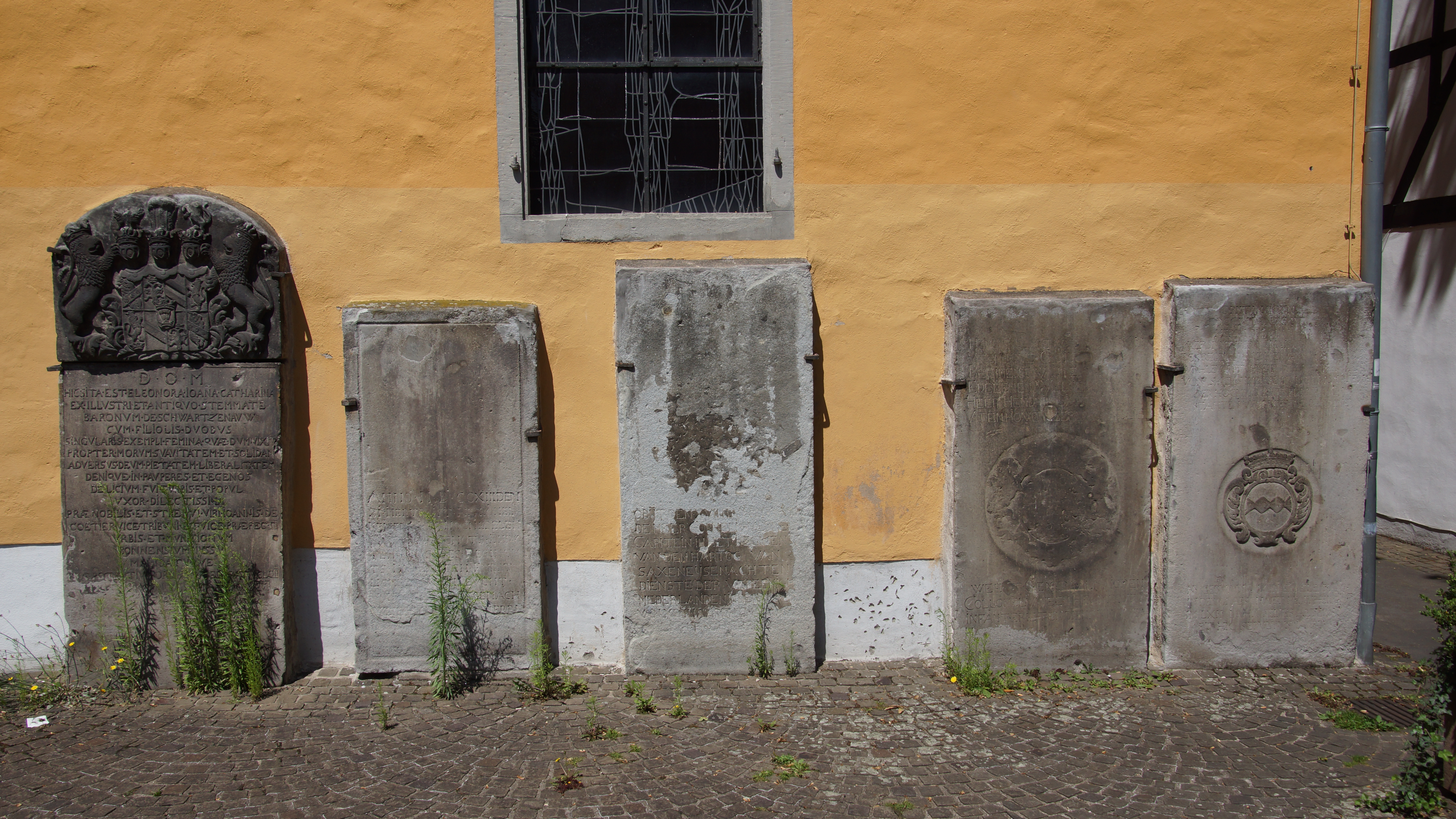
Gräber neben der Kirche

Die Alte Evangelische Kirche ist ein schlichter verputzter Saalbau auf rechteckigem Grundriss mit hohem, schiefergedecktem Satteldach. An drei Seiten befinden sich jeweils zwei große Rundbogenfenster und an der zur Zipperstraße gelegenen Längsseite eine im 18. Jahrhundert erneuerte Rundbogentür mit Inschrift und der Jahreszahl 1683. Der Innenraum ist mit einem flachen Holztonnengewölbe überspannt und mit einem Fliesenboden in Schachbrettmuster aus jüngerer Zeit belegt; die Bestuhlung bietet 120 Plätze. Ursprünglich lagen im Boden der Kirche eine Reihe von Grabplatten aus dem 17. und 18. Jahrhundert mit zum Teil zerstörten Wappen und Inschriften, die heute an der Süd- und der Ostseite des Gebäudes aufgestellt sind. Die Glasmalereien schuf Hermann Gottfried im Jahre 1966. Die Kirche verfügt über ein kleines Orgelpositiv der Firma Johannes Klais in Bonn.